# Леманн, Йенс (футболист)
Йенс Ге́рхард Ле́манн (нем. Jens Gerhard Lehmann; род. 10 ноября 1969[…], Эссен, Северный Рейн-Вестфалия) — немецкий футболист, вратарь.
Вратарь сборной Германии с 1998 года, участник трёх чемпионатов мира — 1998 (3-й вратарь), 2002 (2-й вратарь) и 2006 (основной вратарь).

## Биография
Был отличником в школе. С 1992 по 1998 учился на экономиста в Университете Мюнстера.
Карьера Леманна началась в 1987 году в «Шальке 04» — в Гельзенкирхене вратарь провёл 11 лет. На протяжении четырёх лет был основным вратарём команды, с которой в сезоне 1996/97 завоевал Кубок УЕФА. Проведя блестящий сезон, в финальном матче кубка против «Интера» Леманн взял пенальти от Ивана Саморано. Дважды (с игры) забивал голы, причём один из них помог команде уйти от поражения.
С этого времени Леманн считался одним из лучших немецких вратарей и в феврале 1998 года во встрече с Оманом дебютировал в сборной Германии. Однако при Андреасе Кёпке он был третьим вратарём сборной, а после его ухода в 1998 году на протяжении многих лет оставался вратарём № 2, проиграв конкуренцию Оливеру Кану: не сыграл ни одного матча ни на Евро-2000, ни на чемпионате мира-2002. Впрочем, многие считали, что Кану покровительствует Зепп Майер, на протяжении многих лет бывший тренером вратарей одновременно в сборной Германии и в «Баварии». Юрген Клинсманн, возглавив в 2004 году национальную сборную, первым делом сменил тренера вратарей и уравнял шансы голкиперов.

### В дортмундской «Боруссии»
В 1998 году Фабио Капелло пригласил Леманна в «Милан», однако самому Капелло по окончании сезона пришлось покинуть клуб; новый тренер не отказался от покупки, но Леманн вскоре оказался на скамейке запасных и, как только открылось зимнее трансферное окно, покинул итальянский клуб, перейдя в дортмундскую «Боруссию».
Леманн не сразу завоевал признание болельщиков на «Вестфаленштадион», так как те были недовольны продажей своего любимца Штефана Клоса и гельзенкирхенским прошлым Леманна. Однако он смог привести «Боруссию» к победе в чемпионате Германии и к финалу Кубка УЕФА в 2002 году. В сезоне 2002/03 золотые медали немецкого чемпионата выиграла «Бавария», а Леманн и «Боруссия» остались третьими. Из-за травм Леманн провёл в чемпионате всего 24 игры, зато в Лиге чемпионов УЕФА помог дортмундцам пробиться во второй групповой этап.

### В «Арсенале»

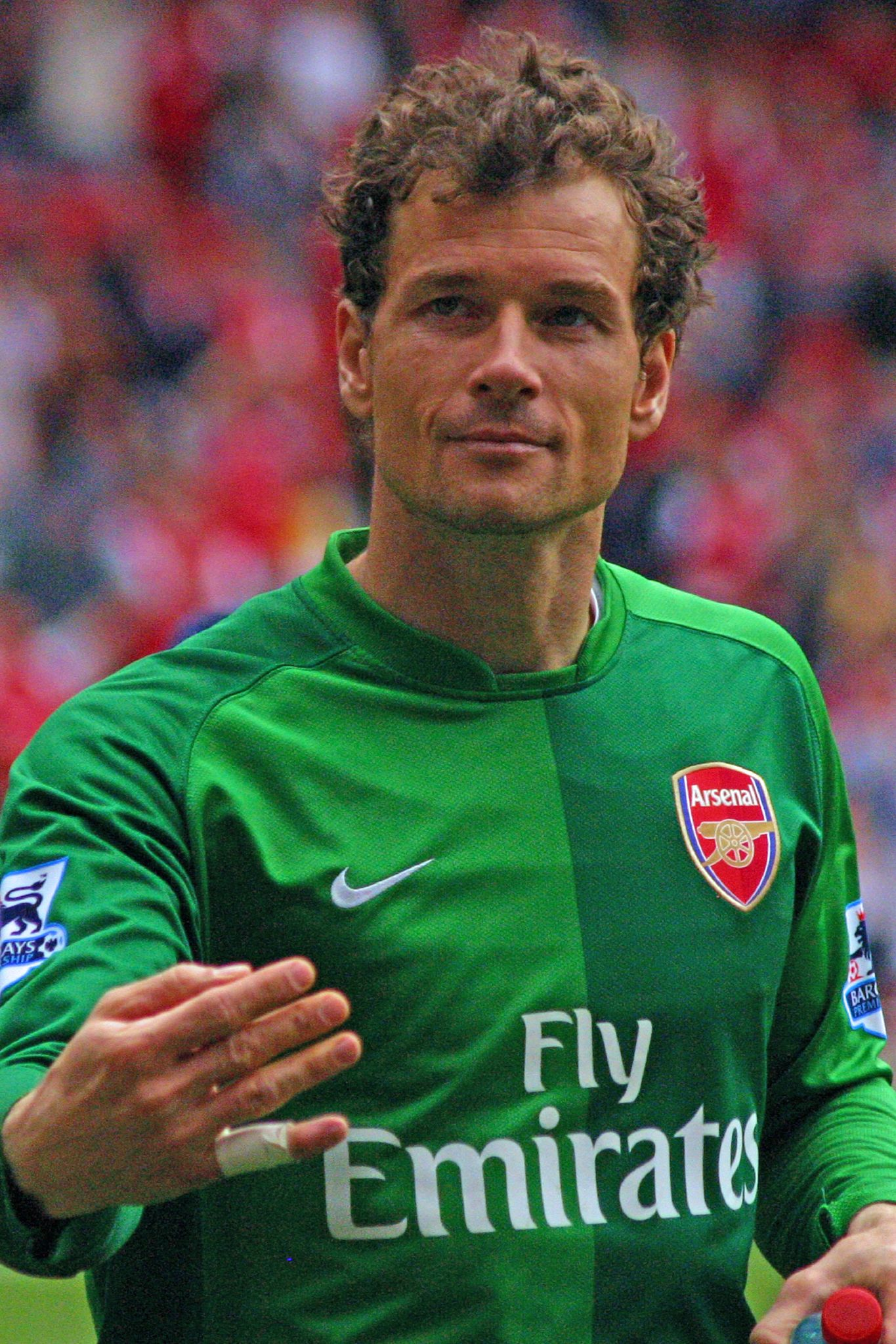
Леманн в составе «Арсенала» в 2007 году

В июле 2003 года был продан в «Арсенал», который искал замену Дэвиду Симэну. В сезоне 2003/04 запомнился парой грубых ошибок, но в целом провёл сезон на высоте — его «Арсенал» взял золото и стал первой командой с 1899 года, кому удалось пройти премьер-лигу без единого поражения. Провёл десять матчей в Лиге чемпионов, где «канониры» добрались до 1/4 финала.
Звёздным для Леманна стал сезон 2005/06: «Арсенал» впервые в своей истории дошёл до финала Лиги чемпионов, сам Леманн побил сухой рекорд Эдвина ван дер Сара, продержавшийся 10 лет, и в начале следующего сезона установил новый — 853 минуты, пока ещё никем не побитый.
Весной того же года ему удалось наконец вытеснить из ворот сборной Германии Оливера Кана. На проходившем летом в Германии Чемпионате мира Леманн особенно запомнился в серии пенальти в четвертьфинальном матче Германия — Аргентина: отбив два удара, немецкий вратарь вывел свою сборную в полуфинал.

### В «Штутгарте»
По окончании сезона 2007/08 Леманн покинул «Арсенал» и вернулся на родину, став основным вратарём «Штутгарта», за год до этого завоевавшего золото, а в 2008 году закончившего чемпионат на 7-м месте.
С Леманном в воротах «Штутгарт» пробился в Кубок УЕФА, хотя и недолго в нём продержался, и закончил сезон на 3-м месте, завоевав путёвку в Лигу чемпионов. В сезоне 2009/10 в Лиге чемпионов клуб успешно преодолел групповую стадию, что само по себе было немалым достижением, но в 1/8 споткнулся о «Барселону».
В 2010 году после матча 34-го тура чемпионата Германии с «Хоффенхаймом» (1:1) Йенс Леманн объявил о завершении спортивной карьеры.
В марте 2011 года вернулся в «Арсенал» до конца сезона, заменив травмированных Щенсного и Фабьяньского. 10 апреля 2011 года в гостевом матче против «Блэкпула» впервые в сезоне 2010/11 после возвращения в «Арсенал» Йенс занял место в воротах лондонского клуба и в возрасте 41 года и 5 месяцев стал самым возрастным иностранцем в истории английской премьер-лиги (предыдущее аналогичное достижение принадлежало вратарю «Манчестер Юнайтед» Эдвину ван дер Сару).
Летом 2011 года Йенс вёл переговоры с клубом «Шальке», который покинул основной вратарь — Мануэль Нойер. Однако стороны не смогли договориться, и Леманн повторно завершил карьеру.

## Личная жизнь
С 1999 года Йенс женат на учительнице начальных классов Конни Райнхардт. У них двое детей: сын Матс (род.2000) и дочь Лиза-Лотта (род.2006). Также у Конни от первого брака с футболистом Кнутом Райнхардтом есть сын Лассе (род.1996), которого Леманн усыновил. Сестра Конни Сусанна Райнхардт замужем за известным французским писателем Фредериком Бегбедером.

## Статистика
| Выступление         | Выступление       | Выступление      | Лига | Лига  | Кубок страны | Кубок страны | Еврокубки | Еврокубки | Другие | Другие | Итого | Итого |
| Клуб                | Лига              | Сезон            | Игры | Голы  | Игры         | Голы         | Игры      | Голы      | Игры   | Голы   | Игры  | Голы  |
| ------------------- | ----------------- | ---------------- | ---- | ----- | ------------ | ------------ | --------- | --------- | ------ | ------ | ----- | ----- |
| Шальке 04           | Вторая Бундеслига | 1988/89          | 13   | -12   | 3            | -7           | 0         | 0         | 0      | 0      | 16    | -19   |
| Шальке 04           | Вторая Бундеслига | 1989/90          | 27   | -33   | 0            | 0            | 0         | 0         | 0      | 0      | 27    | -33   |
| Шальке 04           | Вторая Бундеслига | 1990/91          | 34   | -25   | 1            | 0            | 0         | 0         | 0      | 0      | 35    | -25   |
| Шальке 04           | Бундеслига        | 1991/92          | 37   | -45   | 1            | -2           | 0         | 0         | 0      | 0      | 38    | -47   |
| Шальке 04           | Бундеслига        | 1992/93          | 8    | -14   | 2            | -3           | 3         | -4        | 0      | 0      | 13    | -21   |
| Шальке 04           | Бундеслига        | 1993/94          | 21   | -28   | 1            | -3           | 0         | 0         | 0      | 0      | 22    | -31   |
| Шальке 04           | Бундеслига        | 1994/95          | 34   | -54/1 | 4            | -7           | 0         | 0         | 0      | 0      | 38    | -61   |
| Шальке 04           | Бундеслига        | 1995/96          | 32   | -35   | 3            | -1           | 0         | 0         | 0      | 0      | 35    | -36   |
| Шальке 04           | Бундеслига        | 1996/97          | 34   | -39   | 2            | -3           | 12        | -10       | 0      | 0      | 48    | -52   |
| Шальке 04           | Бундеслига        | 1997/98          | 34   | -32/1 | 2            | -1           | 7         | -5        | 0      | 0      | 43    | -38   |
| Шальке 04           | Итого             | Итого            | 274  | -317  | 19           | -27          | 22        | -19       | 0      | 0      | 315   | -363  |
| Милан               | Серия А           | 1998/99          | 5    | -5    | 1            | -1           | 0         | 0         | 0      | 0      | 6     | -6    |
| Милан               | Итого             | Итого            | 5    | -5    | 1            | -1           | 0         | 0         | 0      | 0      | 6     | -6    |
| Боруссия (Дортмунд) | Бундеслига        | 1998/99          | 13   | -14   | 0            | 0            | 0         | 0         | 0      | 0      | 13    | -14   |
| Боруссия (Дортмунд) | Бундеслига        | 1999/00          | 31   | -30   | 0            | 0            | 12        | -13       | 2      | -2     | 45    | -45   |
| Боруссия (Дортмунд) | Бундеслига        | 2000/01          | 31   | -39   | 3            | -2           | 0         | 0         | 0      | 0      | 34    | -41   |
| Боруссия (Дортмунд) | Бундеслига        | 2001/02          | 30   | -27   | 0            | 0            | 17        | -15       | 2      | -3     | 49    | -45   |
| Боруссия (Дортмунд) | Бундеслига        | 2002/03          | 24   | -20   | 0            | 0            | 12        | -12       | 0      | 0      | 36    | -32   |
| Боруссия (Дортмунд) | Бундеслига        | 2003/04          | 0    | 0     | 0            | 0            | 0         | 0         | 2      | -1     | 2     | -1    |
| Боруссия (Дортмунд) | Итого             | Итого            | 129  | -130  | 3            | -2           | 41        | -40       | 6      | -6     | 179   | -178  |
| Арсенал (Лондон)    | Премьер-лига      | 2003/04          | 38   | -24   | 5            | -5           | 10        | -11       | 1      | -5     | 54    | -45   |
| Арсенал (Лондон)    | Премьер-лига      | 2004/05          | 28   | -27   | 5            | -1           | 7         | -8        | 1      | -1     | 41    | -37   |
| Арсенал (Лондон)    | Премьер-лига      | 2005/06          | 38   | -31   | 0            | 0            | 8         | 0         | 1      | -2     | 47    | -33   |
| Арсенал (Лондон)    | Премьер-лига      | 2006/07          | 36   | -35   | 0            | 0            | 8         | -5        | 0      | 0      | 44    | -40   |
| Арсенал (Лондон)    | Премьер-лига      | 2007/08          | 7    | -5    | 3            | -4           | 3         | -1        | 0      | 0      | 13    | -10   |
| Арсенал (Лондон)    | Итого             | Итого            | 147  | -122  | 13           | -10          | 36        | -25       | 3      | -8     | 199   | -165  |
| Штутгарт            | Бундеслига        | 2008/09          | 34   | -43   | 3            | -5           | 10        | -12       | 0      | 0      | 47    | -60   |
| Штутгарт            | Бундеслига        | 2009/10          | 31   | -38   | 2            | -2           | 10        | -12       | 0      | 0      | 43    | -52   |
| Штутгарт            | Итого             | Итого            | 65   | -81   | 5            | -7           | 20        | -24       | 0      | 0      | 90    | -112  |
| Арсенал (Лондон)    | Премьер-лига      | 2010/11          | 1    | -1    | 0            | 0            | 0         | 0         | 0      | 0      | 1     | -1    |
| Арсенал (Лондон)    | Итого             | Итого            | 1    | -1    | 0            | 0            | 0         | 0         | 0      | 0      | 1     | -1    |
| Всего за карьеру    | Всего за карьеру  | Всего за карьеру | 621  | -656  | 41           | -47          | 119       | -108      | 9      | -14    | 790   | -825  |

## Достижения

### Командные
«Шальке 04»
- Обладатель Кубка УЕФА: 1997

«Милан»
- Чемпион Италии: 1999[17]

«Боруссия» (Дортмунд)
- Чемпион Германии: 2002
- Финалист Кубка УЕФА: 2002

«Арсенал» (Лондон)
- Чемпион Англии: 2004
- Обладатель Кубка Англии: 2005

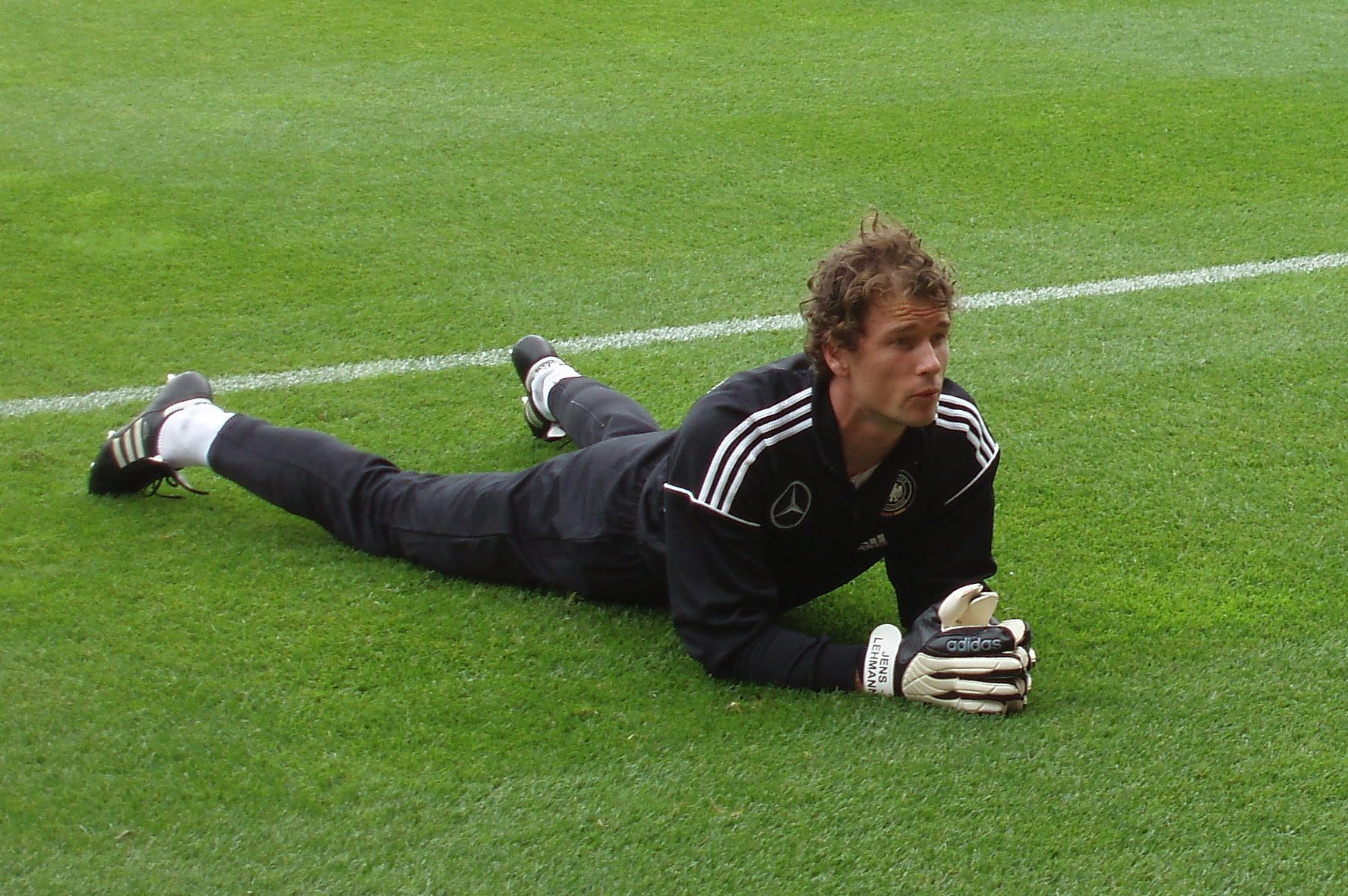
Леманн на разминке в составе сборной Германии, 2006 год

- Обладатель Суперкубка Англии: 2004
- Финалист Лиги чемпионов УЕФА: 2006

Сборная Германии
- Серебряный призёр чемпионата мира 2002 года
- Бронзовый призёр Кубка конфедераций: 2005
- Бронзовый призёр чемпионата мира 2006 года
- Серебряный призёр чемпионата Европы 2008 года

### Личные
- Лучший вратарь Европы по версии УЕФА (2): 1997, 2006
- Лучший вратарь европейского клубного сезона: 2005/06
- Лучший игрок сезона в «Арсенале»: 2005/06[18]
- Включён в символическую сборную  Бундеслиги по версии Kicker: 1995/96[19]
- Включён в символическую сборную чемпионата мира по версии FIFA: 2006
- Рекордсмен Лиги Чемпионов УЕФА по количеству матчей подряд без пропущенных голов: 8 матчей[20]